# دياني كاري
دياني كاري (بالإنجليزية: Diane Cary)‏ هي ممثلة أمريكية، (و. القرن 20  م).

## الأعمال
- الشمال

## وصلات خارجية
- دياني كاري على موقع IMDb (الإنجليزية)
- دياني كاري على موقع ألو سيني (الفرنسية)
- دياني كاري على موقع قاعدة بيانات الفيلم (الإنجليزية)